# Serra Branca
Pour les articles homonymes, voir Serra.
Serra Branca est une ville brésilienne du centre de l'État de la Paraíba.
Sa population était estimée à 12 413 habitants en 2007. La municipalité s'étend sur 738 km2.